# Михаљ Тенцер
Михаљ Тенцер (мађ. Táncos Mihály, рум. Mihai Tänzer, Mișa) је био румунско-мађарски фудбалер подунавске швапске (немачке) националности. Поред румунског имао је и мађарско држављанство када је играо за мађарску или румунску репрезентацију.

## Каријера
Почетком 1920-их, темишварски „Чинезул“ је доминирао румунском фудбалском сценом, чак је побеђивао против тада јаких тимова из остатка Европе. Михаљ Тензер је свој први сениорски наступ, са 16 година, имао у првом тиму клуба, који је већ имао 83 играча. Убрзо је нашао своје место међу првотимцима као што су били Ритер, Хоксари, Штајнер, Вецер, Семлер и Фогл. Везни фудбалер, за неколико година постао је један од најбољих европских играча на овој позицији.
Чинезул је био међу најбољим тимовима тог времена, уз Јувентус Букурешт, Венус Букурешт, ЦАО Орадеа, Рапид Букурешт, Ц.А.Т. Темишвар и АМЕФ Арад. Током 1922–1927, „Кинезул“, са Тенцером у тиму, донео је Темишвару шест узастопних националних титула.
Крајем 1929. прешао је у клуб Ференцварош, тада најпопуларнији мађарски клуб, и тамо је био познат као Танцош Михаљ. Тамо је играо више од деценије, освојивши три титуле првака државе, два купа и један Митропа куп. На Митропа купу 1938. играо је против Рипенсије, још једног моћног тима из Темишвара, који је касних 1930-их освојио четири титуле првака у Румунији. Тензер је постигао гол против њих у последњим минутама, доневши Ференцварошу блиску победу од 5–4. Почетком Другог светског рата позван је у румунску војску, па је тамо наставио каријеру и отишао је да игра за Рипенсију Темишвар, завршивши клупску каријеру, а касније је завршио и као њихов помоћни тренер.

## Репрезентација
Тенцер је дебитовао за Румунску репрезентацију 2. септембра 1923. у утакмици против Пољске која је завршена резултатом 1–1. Представљао је Румунију на Летњим олимпијским играма 1924. у Паризу, одиграо је 10 утакмица за Румунију између 1923. и 1929. и постигао један гол. Године 1929. отишао је да игра за суседну Мађарску, постао познат као Танцош Михаљ и одиграо је пет утакмица за мађарску репрезентацију постигавши један гол.

## Тренер
По повратку у Румунију радио је и као тренер у периоду од 1939. па до 1954. године. Касније је почео да има здравствене проблеме, пронађена му каверна у његовим плућима. После дужег лечења, наставио је да тренира. Након прехладе, његово здравље се поново погоршало и требало му је скоро годину дана лечења. Након опоравка, такође се повукао из тренерске каријере.

## Достигнућа
- Румунско првенство
  - шампион: 1921–22, 1922–23, 1923–24, 1924–25, 1925–26, 1926–27.
  - 3.: 1941–42
- Првенство Мађарске
  - шампион: 1931–32, 1933–34, 1937–38
  - 2.: 1929–30, 1934–35, 1936–37, 1938–39.
  - 3.: 1930–31, 1932–33, 1935–36
- Куп Мађарске
  - победник: 1933, 1935
  - финалиста: 1931, 1932
- Средњоевропски куп (КК)
  - победник: 1937
  - финалиста: 1935, 1938, 1939
  - полуфиналиста: 1934
- Вечни шампион Ференцвароша (1974)